# Rudolf Petrák
Rudolf Petrák (3. září 1917 Sučany, Rakousko-Uhersko – 3./4. března[rozpor] 1972 Greenwich, Connecticut, USA) byl operní pěvec, lyrický tenor.

## Život
Narodil se v Sučanech do rodiny truhláře. Hudební nadání zdědil po rodičích, již jako 13letý hrál na houslích. Otec byl členem místního zpěvokolu v Sučanech. Měl vlastní kapelu a ovládal hru na několika hudebních nástrojích. Matka (porodní asistentka) byla sólistka v kostelním sboru.
Rudolf Petrák v letech 1929 až 1933 studoval na gymnáziu v Martině, potom od roku 1933 do 1937 na Učitelském ústavu ve Spišské Kapitule. Tady studoval mimo povinné předměty hru na varhany, klavír, housle a zpěv. V letech 1937 až 1939 působil jako učitel ve Smolenicích, v letech 1939 až 1942 jako učitel v Bratislavě. Během působení ve Smolenicích byl sólistou „Speváckeho zboru slovenských učiteľov“. V letech 1938 až 1942 studoval zpěv soukromě u Anny Korínské v Bratislavě. Pokračoval v roce 1942 jako stipendista u R. Stracciariho v Římě a v letech 1943–1944 u prof. Balzarové ve Vídni.

### Působení v SND
V letech 1932 až 1942, dále 1944 až 1946 a 1947 až 1948 působil jako sólista operního souboru Slovenského národního divadla (SND). Jako typický lyrický tenor ztvárnil postavy Jeníka (Prodaná nevěsta), Rudolfa (Bohéma), vévody z Mantovy (Rigoletto), cara Berendeje (Sněhurka), hraběte Almaviva (Lazebník sevillský), Manrica (Trubadúr) či Alfréda (La traviata).

### Působení na pražských scénách
V letech 1946–1947 působil jako sólista v nově založené Velké opeře 5. května v Praze. Zde při spolupráci s dirigentem Karlem Ančerlem zpíval ve Smetanově Prodané nevěstě árii Jeníka (1946), v Pucciniho Bohémě árii Rudolfa (1946), v opeře Faust a Markétka árii Fausta spolu s Máriou Kišoňovou-Hubovou v postavě Markétky. Jeníka v Prodané nevěstě si pohostinsky zazpíval v roce 1947 v pražském Národním divadle.

### Působení v Americe
Petrák se stal prvním slovenským operním zpěvákem na americké scéně.[zdroj?] Působil jako dlouholetý člen (1948–1967, vedoucí tenorista, zpíval tady celkově v 25 operách) New York City Opera Company. Patřil mezi absolutní světovou špičku.[zdroj?] Všestranně kultivovaným hlasem i hereckým výrazem získával uznání hudebních znalců a obdiv u milovníků hudby. V roce 1954 získal americké občanství, v Bílém domě mu ho odevzdal osobně prezident USA Dwight David Eisenhower. Zpíval s různými operními hvězdami a také vystupoval v americké televizi a rozhlase. V září 1952 spoluúčinkoval při založení Slovenského ústavu v Clevelandu. Zpíval i na významných operních scénách v Jižní Americe. V rámci svých časových možností se podílel na aktivitách slovenských krajanských spolků. Koncerty slovenských lidových a umělých písní uspořádal v Clevelandu, Milwaukee, Whitingu[nepřesný odkaz] a Newarku.

### Závěr života
Bohatou uměleckou kariéru ukončil Rudolf Petrák v roce 1967. V roce 1968 navštívil rodné Sučany. Dostal nabídku vystoupit v SND. Vinou zlomyslného anonymního udání však musel do 24 hodin opustit republiku. Na rodné Slovensko se pak už nikdy nevrátil. Poslední léta žil v ústraní a kromě rodiny se prakticky s nikým nestýkal. Zemřel na srdeční onemocnění ve věku 54 let.
V roce 2015 bylo jeho jméno umístěno v Panteonu osobností na náměstí SNP v Sučanech. Žilinská konzervatoř pořádá v dvouletých cyklech pěveckou soutěž se jménem Rudolfa Petráka od roku 2008.

## Galerie

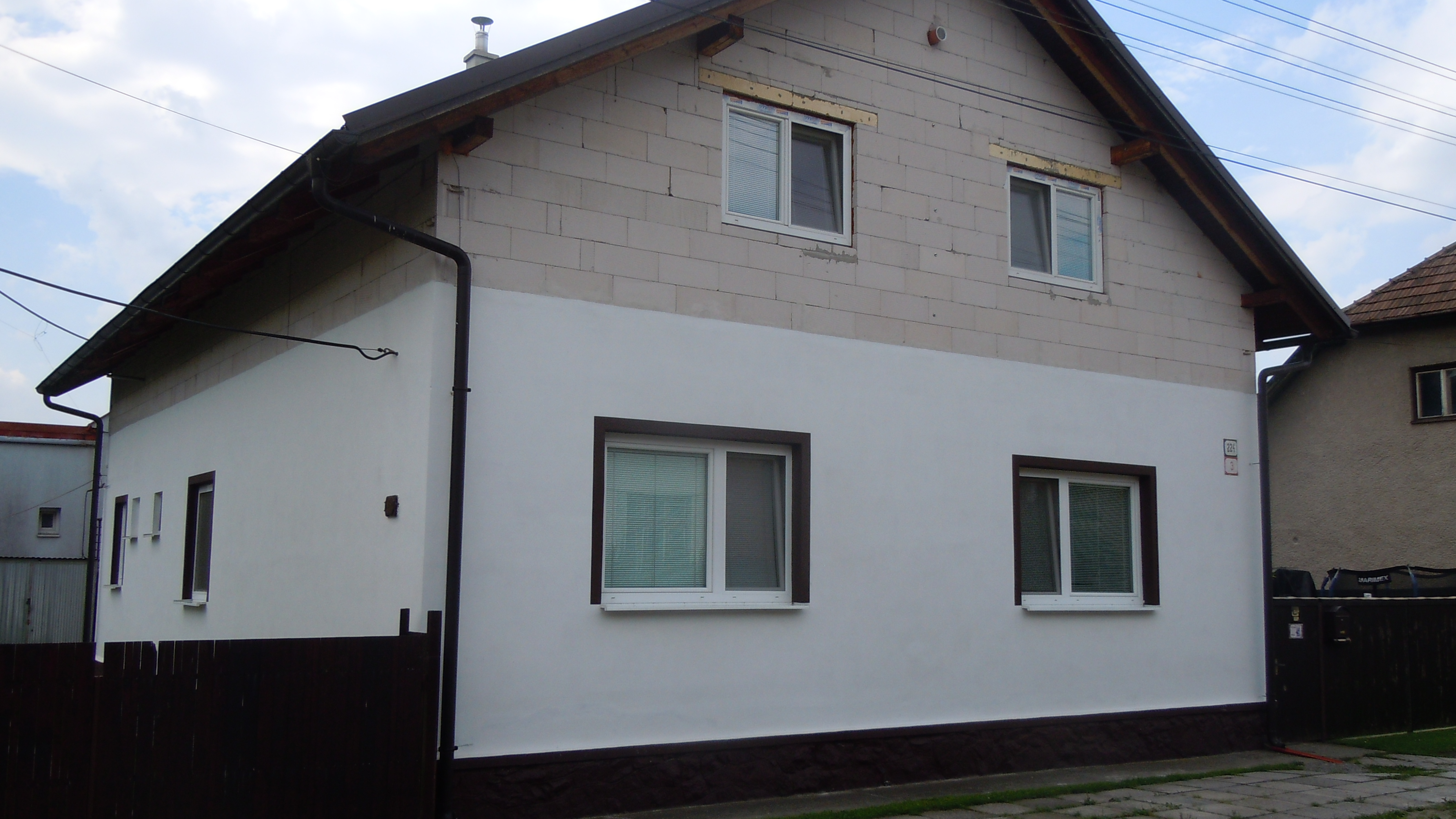
Sučany, rodný dům operního zpěváka Rudolfa Petráka
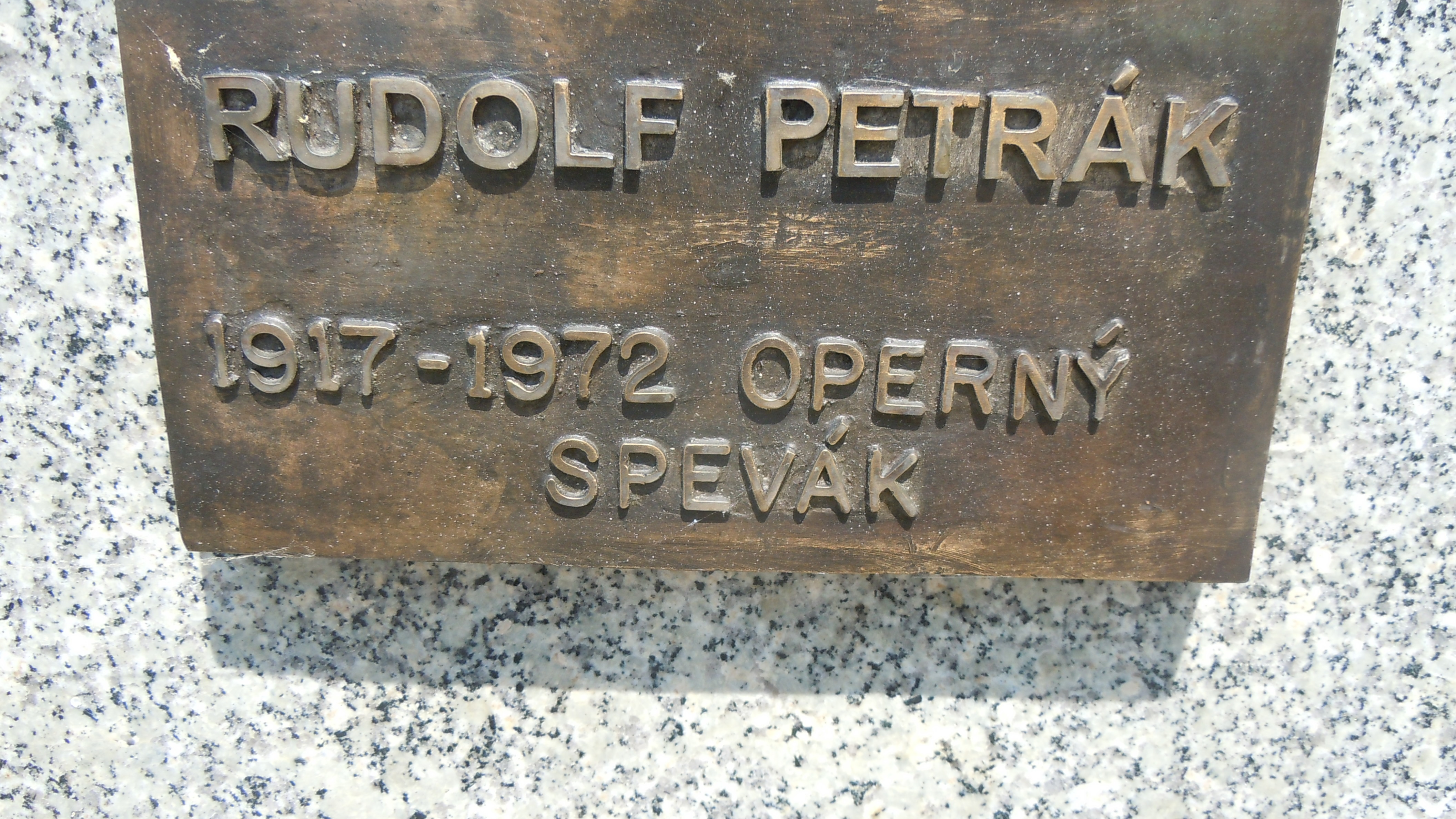
Kovová tabulka se jménem Rudolf Petrák, umístěná na Panteonu osobností Sučany
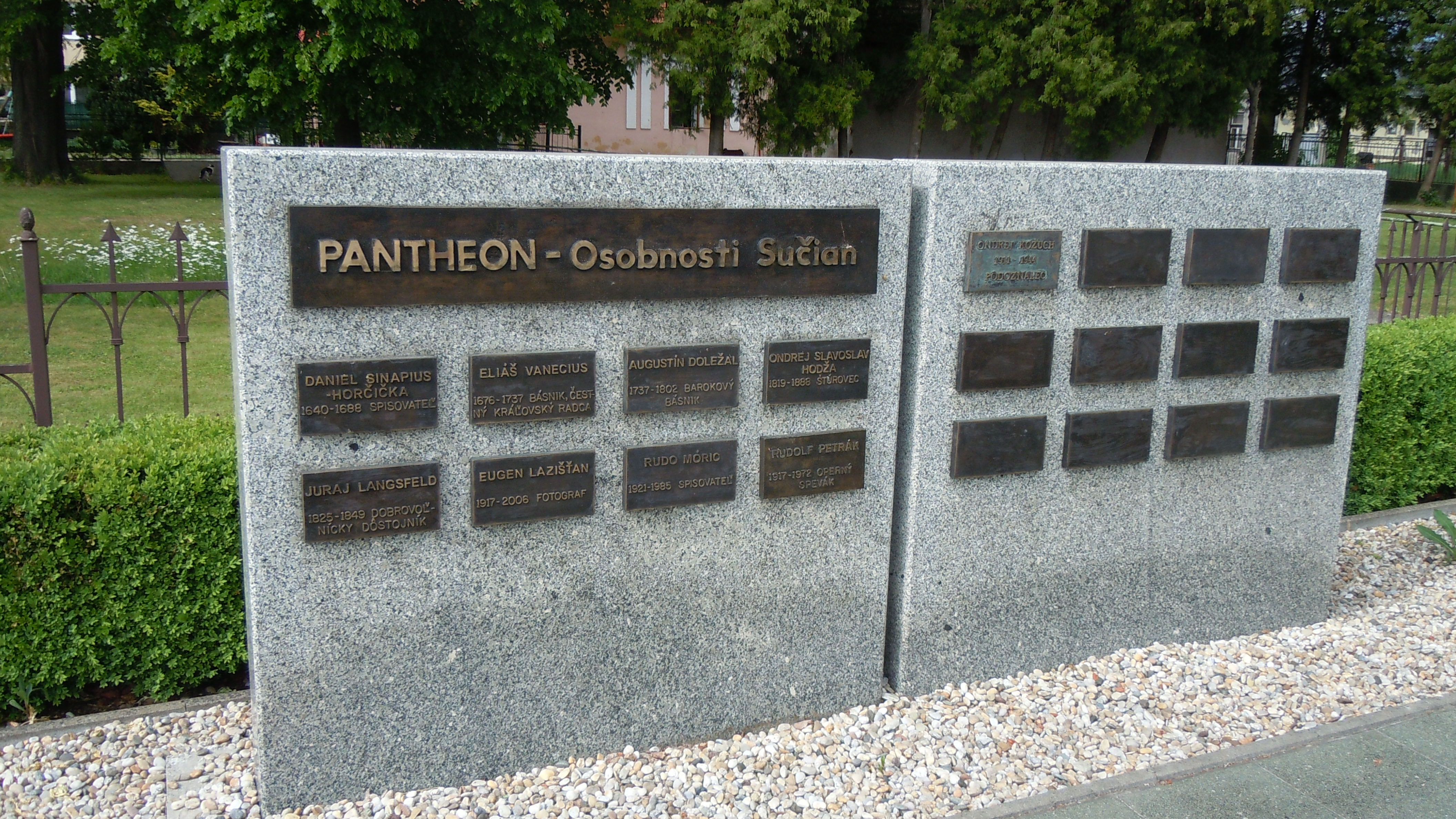
Panteon osobností v Sučanech
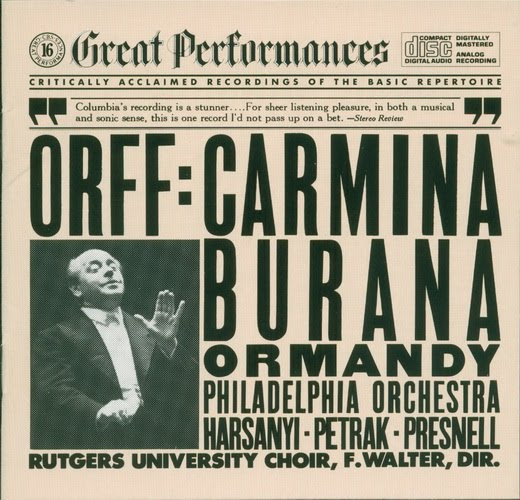